# وینسنت برناردت
وینسنت برناردت (انگلیسی: Vincent Bernardet؛ زادهٔ ۲۳ آوریل ۱۹۸۱) بازیکن فوتبال اهل فرانسه است.
از باشگاه‌هایی که در آن بازی کرده‌است می‌توان به باشگاه فوتبال استاد برستوا ۲۹ اشاره کرد.